# Pogonostoma anthracinum
Pogonostoma anthracinum is een keversoort uit de familie van de loopkevers (Carabidae). De wetenschappelijke naam van de soort is voor het eerst geldig gepubliceerd in 1835 door Castelnau & Gory.